# Enrique Saura
Enrique Saura Gil  (* 2. August 1954 in Onda) ist ein ehemaliger spanischer Fußballspieler.

## Spielerkarriere
Saura gehörte zehn Jahre lang zu den Stammspielern des FC Valencia. In seiner Zeit in Valencia gewann er 1980 den Europapokal der Pokalsieger und den europäischen Supercup. Im Finale des Europapokals gegen den FC Arsenal absolvierte Saura das ganze Spiel. Weiterhin konnte er 1979 den spanischen Pokal gewinnen.
International nahm Saura an den Olympischen Spielen 1976 in Montreal teil, wo Spanien in der Gruppenphase ausschied. Des Weiteren nahm er an der Europameisterschaft 1980 in Italien (Aus nach der Vorrunde) und an der Weltmeisterschaft 1982 im eigenen Land teil. Spanien schied dabei in der 2. Finalrunde aus.
Saura beendete 1988 seine Karriere bei CD Castellón.

## Erfolge
- einmal spanischer Pokalsieger (1979)
- Europapokal der Pokalsieger (1980)
- Europäischer Supercup (1980)